# Музейон
Александрийски музейон (на старогръцки: Μουσεῖον τῆς Ἀλεξανδρείας) е религиозен, научен, учебен и културен център в Александрия от елинистическата епоха; храм на музите.
Основан е в началото на III век пр.н.е. при царуването на Птолемей I по инициатива на Деметрий Фалерски, получава държавна издръжка. В състава му влиза храмът Серапеум и обширната Александрийска библиотека, създадена в същия период. Учените, сътрудници на музейона, се занимавали с натурфилософия, математика, астрономия, география, медицина, теория на музиката, лингвистика и други науки.
Културната и религиозна роля на музейона се запазва и по времето на римското владичество. При храма възниква течението неоплатонизъм, в което култът към музите играе съществена роля. Музейонът е единственият античен храм на музите, който съществува непрекъснато не по-малко от 800 години.
През III век неговите жреци-учени се противопоставят на Александрийската школа и с напредването на християнизацията на Римската империя музейонът загубва научните си функции и остава само култово учреждение. Закрит е с указ на император Теодосий I през 391 г. Последният учен, известен по име, е Теон Александрийски, починал около 405 г.
Има свидетелства, че на мястото му в Александрия през 530-те години са се провеждали състезания на ритори и поети.